# 和平使命-2014
和平使命-2014是上海合作组织全部成员国家在武装力量上进行的第五次联合反恐军事演习，此次演习时间由2014年8月24日至29日。参演总兵力7000余人，在中国锡林郭勒盟的朱日和训练基地举行。

## 演习目的
此次演习是上合组织框架内的例行性演习，演习全程最大程度贴近实战，以此磨练各参与国联手应对新兴恐怖主义威胁的能力。

## 参演国家
- 中华人民共和国：中国人民解放军共派出近5000人。
  - 总导演（首次），提供场地（首次）。
- 俄羅斯：东部军区派出900人。